# Horseshoe Canyon-formatie
De Horseshoe Canyon-formatie is een stratigrafische eenheid van het sedimentaire bekken van West-Canada in het zuidwesten van Alberta. Het ontleent zijn naam aan Horseshoe Canyon, een gebied met badlands in de buurt van Drumheller.
De Horseshoe Canyon-formatie maakt deel uit van de Edmonton Group en is tot tweehonderddertig meter dik. Zij dateert uit het Laat-Krijt, het Campanien tot het Vroeg-Maastrichtien (Edmontonische land-zoogdiertijdperk), en is samengesteld uit moddersteen, zandsteen, koolstofhoudende leisteen en steenkoollagen. In de opeenvolging is een verscheidenheid aan afzettingsomgevingen vertegenwoordigd, waaronder overstromingsvlakten, estuariene kanalen en kolenmoerassen, die een diversiteit aan fossiel materiaal hebben opgeleverd. Getijde-beïnvloede estuariene glij-oeverafzettingen zijn gemakkelijk herkenbaar als Inclined Heterolithic Stratification (IHS). Binnen deze oeverafzettingen komen fossiele sporen van brak water voor die periodieke indringing van zeewater in de estuaria aantonen.
De Horseshoe Canyon-formatie komt uitgebreid voor in het gebied rond Drumheller, evenals verder naar het noorden langs de Red Deer River nabij Trochu en langs de North Saskatchewan River in Edmonton. Zij wordt bedekt door de formaties Battle, Whitemud en Scollard. De Drumheller Coal Zone, gelegen in het onderste deel van de Horseshoe Canyon-formatie, werd van 1911 tot 1979 gewonnen voor subbitumineuze steenkool in het Drumheller-gebied, en de Atlas Coal Mine in Drumheller is bewaard gebleven als een National Historic Site. In recentere tijden is de Horseshoe Canyon-formatie een belangrijk doelwit geworden voor de productie van kolenbedmethaan (CBM).
Dinosauriërs gevonden in de Horseshoe Canyon-formatie omvatten Albertavenator, Albertosaurus, Anchiceratops, Anodontosaurus, Arrhinoceratops, Atrociraptor, Epichirostenotes, Edmontonia, Edmontosaurus, Hypacrosaurus, Ornithomimus, Pachyrhinosaurus, Parksosaurus, Saurolophus en Struthiomimus. Andere vondsten betreffen onder meer zoogdieren zoals Didelphodon coyi, niet-dinosaurische reptielen, amfibieën, vissen, ongewervelde zee- en landdieren en plantenfossielen. Reptielen zoals schildpadden en krokodilachtigen zijn zeldzaam in de Horseshoe Canyon-formatie, en men dacht dat dit het relatief koele klimaat weerspiegelde dat destijds heerste. Een studie van Quinney et alii (2013) toonde echter aan dat de afname van de diversiteit van schildpadden, die eerder werd toegeschreven aan het klimaat, in plaats daarvan samenviel met veranderingen in de bodemdrainagecondities en werd bepaald door droogte, landschapsinstabiliteit en migratiebarrières.

## Olie-/gasproductie
De Drumheller Coal Zone is een primair methaandoelwit voor de industrie geweest. In het gebied tussen Bashaw en Rockyford ligt de steenkoolzone op relatief ondiepe diepten (ongeveer driehonderd meter) en is ongeveer zeventig tot honderdtwintig meter dik. Het bevat tien tot twintig meter cumulatieve steenkool, in maximaal twintig of meer individuele dunne lagen die zijn ingebed met zandsteen en leisteen, die samen een aantrekkelijk multi-completion CBM-boordoel vormen. In totaal zit er naar schatting veertien biljoen kubieke meter gas in alle steenkool in Alberta.

## Biostratigrafie
De onderstaande tijdlijn volgt het werk van David A. Eberth en Sandra L. Kamo gepubliceerd in 2019.

## Dinosauriërs

### Ankylosauriërs
| Ankylosauriërs gerapporteerd vanuit de Horseshoe Canyon Formation | Ankylosauriërs gerapporteerd vanuit de Horseshoe Canyon Formation | Ankylosauriërs gerapporteerd vanuit de Horseshoe Canyon Formation | Ankylosauriërs gerapporteerd vanuit de Horseshoe Canyon Formation | Ankylosauriërs gerapporteerd vanuit de Horseshoe Canyon Formation | Ankylosauriërs gerapporteerd vanuit de Horseshoe Canyon Formation | Ankylosauriërs gerapporteerd vanuit de Horseshoe Canyon Formation |
| Geslacht                                                          | Soort                                                             | Stratigrafische positie                                           | Materiaal | Opmerking | Afbeeldingen                                                      |                                                                   |
| ----------------------------------------------------------------- | ----------------------------------------------------------------- | ----------------------------------------------------------------- | --- | --- | ----------------------------------------------------------------- | ----------------------------------------------------------------- |
| Anodontosaurus                                                    | A. lambei                                                         | Horsethief, Morrin, en Onder-Tolman                               | Vijf schedels, kaken, halswervels, staartwervels, ruggenwervels, sacrocaudale wervels, heiligbeen, darmbeen, zitbeen, gedeeltelijk bekken, verstarde ribben, dijbeen, vingerkootje, staartknotsen, talrijke halve halsringen en osteodermen.           | Een ankylosaurine ankylosauride ook bekend uit de middelste Dinosaur Park Formation en nauw verwant aan Ankylosaurus. |                                                                   |                                                                   |
| Edmontonia                                                        | E. longiceps                                                      | Boven-Horsethief                                                  | Een schedel met onderkaak, halswervels, ruggenwervels, sacrale wervels, staartwervels, halsribben, dorsale ribben, opperarmbeen, spaakbeen, ellepijp, darmbeenderen, zitbeen, beide schaambeenderen (?), dijbeen, scheenbeen, kuitbeen en osteodermen. | Een panoplosaurine nodosauride ook bekend uit de lagere Dinosaur Park Formation en nauw verwant aan Denversaurus. |                                                                   |                                                                   |
| Euoplocephalus                                                    | E. tutus                                                          |                                                                   | | Walter Coombs (1971) synoniemiseerde Anodontosaurus lambei met Euoplocephalus tutus. Recente studies suggereren echter dat Anodontosaurus voldoende verschilt van Euoplocephalus om in zijn eigen geslacht en soort te worden geplaatst. Bovendien werd voorgesteld om alle ankylosaurine exemplaren uit de Horseshoe Canyon Formation opnieuw toe te wijzen aan Anodontosaurus. |                                                                   |                                                                   |

### Maniraptora
| Maniraptora gerapporteerd vanuit de Horseshoe Canyon Formation | Maniraptora gerapporteerd vanuit de Horseshoe Canyon Formation | Maniraptora gerapporteerd vanuit de Horseshoe Canyon Formation | Maniraptora gerapporteerd vanuit de Horseshoe Canyon Formation | Maniraptora gerapporteerd vanuit de Horseshoe Canyon Formation                                        | Maniraptora gerapporteerd vanuit de Horseshoe Canyon Formation | Maniraptora gerapporteerd vanuit de Horseshoe Canyon Formation |
| Geslacht                                                       | Soort                                                          | Stratigrafische positie                                        | Materiaal | Opmerking                                                                                             | Afbeeldingen                                                   |                                                                |
| -------------------------------------------------------------- | -------------------------------------------------------------- | -------------------------------------------------------------- | --- | --- | -------------------------------------------------------------- | -------------------------------------------------------------- |
| Albertavenator                                                 | A. curriei                                                     | Horsethief                                                     | Twee voorhoofdsbeenderen. | Een troödontide theropode die bijdraagt aan de diversiteit van Noord-Amerikaanse troödontiden.        |                                                                |                                                                |
| Albertonykus                                                   | A. borealis                                                    | Boven-Tolman                                                   | Ellepijp, scheenbeen, middenvoetsbeenderen, handklauw, teenkootjes en ongeïdentificeerde teenkootjes. | Een mononykine alvarezsauride gespecialiseerd in het uitgraven van insectennesten.                    |                                                                |                                                                |
| Apatoraptor                                                    | A. pennatus                                                    | Horsethief                                                     | Een verhemelte, kaken, ceratobranchialen, draaier, halswervels, ruggenwervels, borstgordels, borstbeenplaat, voorpoot, darmbeen, dijbeen, scheenbeen en kuitbeen. | Een caenagnathide oviraptorosauriër gevonden als zustertaxon van Elmisaurus.                          |                                                                |                                                                |
| Atrociraptor                                                   | A. marshalli                                                   | Onder-Horsethief                                               | Premaxillae, maxilla, dentaria, tanden en talrijke botfragmenten. | Een dromaeosauride; tanden geven aan dat hij in alle afzettingen aanwezig kan zijn geweest.           |                                                                |                                                                |
| Epichirostenotes                                               | E. curriei                                                     | Horsethief, Morrin, en Tolman                                  | Een maxilla, waarschijnlijk verhemelte, gedeeltelijke hersenpan, halswervels, ruggenwervels, staartwervels, synsacrum, een voorste en een achterste halsrib, een middelste ruggenwervel, fragmenten van darmbeen, zitbeen, beide schaambeenderen, gedeeltelijk scheenbeen en niet-identificeerbare botten. | Een caenagnathide oviraptorosauriër bekend uit materiaal dat eerder aan Chirostenotes was toegewezen. |                                                                |                                                                |

### Marginocephalia
| Marginocephalia gerapporteerd vanuit de Horseshoe Canyon Formation | Marginocephalia gerapporteerd vanuit de Horseshoe Canyon Formation | Marginocephalia gerapporteerd vanuit de Horseshoe Canyon Formation | Marginocephalia gerapporteerd vanuit de Horseshoe Canyon Formation | Marginocephalia gerapporteerd vanuit de Horseshoe Canyon Formation                                                                                       | Marginocephalia gerapporteerd vanuit de Horseshoe Canyon Formation | Marginocephalia gerapporteerd vanuit de Horseshoe Canyon Formation |
| Geslacht                                                           | Soort                                                              | Stratigrafische positie                                            | Materiaal | Opmerking | Afbeeldingen                                                       |                                                                    |
| ------------------------------------------------------------------ | ------------------------------------------------------------------ | ------------------------------------------------------------------ | --- | --- | ------------------------------------------------------------------ | ------------------------------------------------------------------ |
| Anchiceratops                                                      | A. ornatus                                                         | Horsethief, Morrin en Tolman; was mogelijk aanwezig in Drumheller  | Twee bijna complete schedels en zeven gedeeltelijke schedels. | Een chasmosaurine ceratopide gelijktijdig en nauw verwant aan Arrhinoceratops.                                                                           |                                                                    |                                                                    |
| Arrhinoceratops                                                    | A. brachyops                                                       | Horsethief                                                         | Een bijna complete schedel. | Een chasmosaurine ceratopide beperkt tot het holotype-exemplaar, aangezien Farke (2007) het eerder aangegeven exemplaar ROM 1439 toewees aan Torosaurus. |                                                                    |                                                                    |
| Eotriceratops                                                      | E. xerinsularis                                                    | Carboon                                                            | Premaxillae, maxillae, rostrale, supraorbitale hoornkern met traanbeen, prefrontale, frontale, postorbitale, jukbeen, epijugale, quadratojugale, quadratum, gedeeltelijk wandbeen, squamosale schildrand, hersenpan, syncervicale, halswervels, ruggenwervels, ribben en fragmenten van verbeende ligamenten. | Een grote chasmosaurine ceratopide die mogelijk een ouder synoniem is van Ojoceratops uit de Ojo Alamo Formation.                                        |                                                                    |                                                                    |
| Montanoceratops                                                    | M. cerorhynchus                                                    | Boven-Tolman                                                       | Een losse hersenpan. | Een leptoceratopide ceratopide ook bekend uit de St. Mary River Formation.                                                                               |                                                                    |                                                                    |
| Pachyrhinosaurus                                                   | P. canadensis                                                      | Drumheller en Horsethief                                           | Twee gedeeltelijke schedels. | Een centrosaurine ceratopide ook bekend uit de St. Mary River Formation.                                                                                 |                                                                    |                                                                    |
| Sphaerotholus                                                      | S. edmontonense                                                    | Tolman                                                             | frontopariëtale. | Een pachycephalosaurine pachycephalosauride ook bekend uit de Hell Creek en Kirtland Formation.                                                          |                                                                    |                                                                    |

### Ornithomimiden
| Marginocephalia gerapporteerd vanuit de Horseshoe Canyon Formation | Marginocephalia gerapporteerd vanuit de Horseshoe Canyon Formation | Marginocephalia gerapporteerd vanuit de Horseshoe Canyon Formation | Marginocephalia gerapporteerd vanuit de Horseshoe Canyon Formation | Marginocephalia gerapporteerd vanuit de Horseshoe Canyon Formation | Marginocephalia gerapporteerd vanuit de Horseshoe Canyon Formation | Marginocephalia gerapporteerd vanuit de Horseshoe Canyon Formation |
| Geslacht                                                           | Soort                                                              | Locatie                                                            | Stratigrafische positie                                            | Materiaal                                                          | Opmerking                                                          | Afbeeldingen                                                       |
| ------------------------------------------------------------------ | ------------------------------------------------------------------ | ------------------------------------------------------------------ | ------------------------------------------------------------------ | ------------------------------------------------------------------ | ------------------------------------------------------------------ | ------------------------------------------------------------------ |
| Ornithomimus                                                       | O. currelli                                                        |                                                                    |                                                                    |                                                                    | Jonger synoniem van Ornithomimus edmontonicus                      |                                                                    |
| Ornithomimus                                                       | O. edmontonicus                                                    |                                                                    | Drumheller, Horsethief, Morrin en Tolman                           | Meerdere exemplaren, type-exemplaar CMN 8632                       | Een ornithomimide                                                  |                                                                    |
| Struthiomimus                                                      | S. altus                                                           |                                                                    | Drumheller, Horsethief en Morrin                                   |                                                                    | Een ornithomimide                                                  |                                                                    |

### Tyrannosauriërs
| Theropoden gerapporteerd vanuit de Horseshoe Canyon Formation | Theropoden gerapporteerd vanuit de Horseshoe Canyon Formation | Theropoden gerapporteerd vanuit de Horseshoe Canyon Formation | Theropoden gerapporteerd vanuit de Horseshoe Canyon Formation                  | Theropoden gerapporteerd vanuit de Horseshoe Canyon Formation               | Theropoden gerapporteerd vanuit de Horseshoe Canyon Formation | Theropoden gerapporteerd vanuit de Horseshoe Canyon Formation |
| Geslacht                                                      | Soort                                                         | Locatie                                                       | Stratigrafische positie                                                        | Materiaal                                                                   | Opmerking | Afbeeldingen                                                  |
| ------------------------------------------------------------- | ------------------------------------------------------------- | ------------------------------------------------------------- | ------------------------------------------------------------------------------ | --------------------------------------------------------------------------- | --- | ------------------------------------------------------------- |
| Albertosaurus                                                 | A. arctunguis                                                 |                                                               |                                                                                |                                                                             | Jonger synoniem van Albertosaurus sarcophagus |                                                               |
| Albertosaurus                                                 | A. sarcophagus                                                |                                                               | Horsethief, Morrin en Tolman; waarschijnlijk aanwezig in Drumheller en Carbon. | Verschillende skeletten en gedeeltelijke skeletten, type-exemplaar CMN 5600 | Een tyrannosauride die de meest voorkomende grote carnivoor in het gebied was. |                                                               |
| Daspletosaurus                                                | D. sp.                                                        |                                                               |                                                                                |                                                                             | Gesuggereerd op basis van het skelet van een onvolgroeide tyrannosauride (CMN 11315), ondersteunt een grondige analyse van dit exemplaar een verwijzing naar Albertosaurus sarcophagus. Een losse bovenkaak en tanden uit een Edmontosaurus-beenderbed werden ook ten onrechte Daspletosaurus genoemd, maar het is bevestigd dat al het tyrannosaurische materiaal in het beenderbed tot Albertosaurus sarcophagus behoorde. |                                                               |

### Andere dieren

#### Zoogdieren
| Zoogdieren gerapporteerd vanuit de Horseshoe Canyon Formation | Zoogdieren gerapporteerd vanuit de Horseshoe Canyon Formation | Zoogdieren gerapporteerd vanuit de Horseshoe Canyon Formation | Zoogdieren gerapporteerd vanuit de Horseshoe Canyon Formation | Zoogdieren gerapporteerd vanuit de Horseshoe Canyon Formation | Zoogdieren gerapporteerd vanuit de Horseshoe Canyon Formation | Zoogdieren gerapporteerd vanuit de Horseshoe Canyon Formation |
| Geslacht                                                      | Soort                                                         | Locatie                                                       | Stratigrafische positie                                       | Materiaal                                                     | Opmerking                                                     | Afbeeldingen                                                  |
| ------------------------------------------------------------- | ------------------------------------------------------------- | ------------------------------------------------------------- | ------------------------------------------------------------- | ------------------------------------------------------------- | ------------------------------------------------------------- | ------------------------------------------------------------- |
| Didelphodon                                                   | D. coyi                                                       |                                                               |                                                               |                                                               | Een stagodontide metatheride                                  |                                                               |

### Andere reptielen
| Reptielen gerapporteerd vanuit de Horseshoe Canyon Formation | Reptielen gerapporteerd vanuit de Horseshoe Canyon Formation | Reptielen gerapporteerd vanuit de Horseshoe Canyon Formation | Reptielen gerapporteerd vanuit de Horseshoe Canyon Formation | Reptielen gerapporteerd vanuit de Horseshoe Canyon Formation             | Reptielen gerapporteerd vanuit de Horseshoe Canyon Formation | Reptielen gerapporteerd vanuit de Horseshoe Canyon Formation |
| Geslacht                                                     | Soort                                                        | Locatie                                                      | Stratigrafische positie                                      | Materiaal                                                                | Opmerking                                                    | Afbeeldingen                                                 |
| ------------------------------------------------------------ | ------------------------------------------------------------ | ------------------------------------------------------------ | ------------------------------------------------------------ | ------------------------------------------------------------------------ | ------------------------------------------------------------ | ------------------------------------------------------------ |
| Stangerochampsa                                              | S. mccabei                                                   |                                                              |                                                              | een schedel, gedeeltelijke onderkaak en gedeeltelijk postcraniaal skelet | Een alligatoroïde                                            |                                                              |
| Champsosaurus                                                | C. albertensis                                               |                                                              |                                                              | een gedeeltelijk skelet met gedeeltelijke schedel                        | Een choristodere                                             |                                                              |
| Leurospondylus                                               | L. ultimus                                                   |                                                              |                                                              | Een gedeeltelijk skelet                                                  | Een plesiosauriër van onzekere classificatie                 |                                                              |
| Basilemys                                                    | B. morrinensis                                               |                                                              |                                                              | Bijna volledig schild                                                    | Een nanhsiungchelyide schildpad                              |                                                              |

### Vissen
| Vissen gerapporteerd vanuit de Horseshoe Canyon Formation | Vissen gerapporteerd vanuit de Horseshoe Canyon Formation | Vissen gerapporteerd vanuit de Horseshoe Canyon Formation | Vissen gerapporteerd vanuit de Horseshoe Canyon Formation | Vissen gerapporteerd vanuit de Horseshoe Canyon Formation | Vissen gerapporteerd vanuit de Horseshoe Canyon Formation | Vissen gerapporteerd vanuit de Horseshoe Canyon Formation |
| Geslacht                                                  | Soort                                                     | Locatie                                                   | Stratigrafische positie                                   | Materiaal                                                 | Opmerking                                                 | Afbeeldingen                                              |
| --------------------------------------------------------- | --------------------------------------------------------- | --------------------------------------------------------- | --------------------------------------------------------- | --------------------------------------------------------- | --------------------------------------------------------- | --------------------------------------------------------- |
| Horseshoeichthys                                          | H. armaserratus                                           |                                                           |                                                           |                                                           | Een ellimmichthyiform                                     |                                                           |